# Иркутская ТЭЦ-6
Иркутская ТЭЦ-6 — угольная тепловая электростанция (теплоэлектроцентраль) Иркутской области, расположенная в городе Братске и входящая в состав ООО «Байкальская энергетическая компания».
ТЭЦ-6 поставляет электрическую энергию и мощность во вторую ценовую зону оптового рынка электрической энергии и мощности. Является основным источником тепловой энергии для системы централизованного теплоснабжения города Братска, включая Братский лесопромышленный комплекс, к территории которого примыкает ТЭЦ. Установленная электрическая мощность — 270 МВт, тепловая — 1529,3 Гкал/ч.

## История
Строительство ТЭЦ Братского лесопромышленного комплекса началось для обеспечения потребностей предприятия. Первый котёл и турбина были запущены в 1964 году. Тогда же ТЭЦ была передана в состав районного энергетического управления «Иркутскэнерго» и получила современное название.

## Описание
ТЭЦ-6 работает в составе Иркутской энергосистемы, входящей в состав объединенной энергосистемы Сибири. Установленная электрическая мощность ТЭЦ-6 составляет 275 МВт (2 % от суммарной мощности электростанций области и 7 % от мощности ТЭС Иркутскэнерго), это шестая по величине установленной мощности ТЭС Иркутской энергосистемы. Выработка электроэнергии в 2014 году — 888,8 млн кВт⋅ч, коэффициент использования установленной мощности — 38 %.
ТЭЦ-6 работает в режиме комбинированной выработки электрической и тепловой энергии и является основным источником тепловой энергии для системы централизованного теплоснабжения Центрального района города и жилого района Бикей. Установленная тепловая мощность — 1 529,3 Гкал/час, в том числе 656,3 Гкал/ч — БРОУ, 873 Гкал/ч — отборов турбин.
Основное оборудование ТЭЦ-6:
- два теплофикационных турбоагрегата ПТ-60-130/13 единичной мощностью 60 и 65 МВт, введённых в эксплуатацию в 1964 и 1971 годах;
- три противодавленческих турбоагрегата Р-50-130/13 единичной мощностью 50 МВт, введённых в эксплуатацию в 1965, 1973, 1977 годах.
- десять угольных котлов типа БКЗ-320-140 единичной паропроизводительностью 320 т/ч.

Основное топливо — бурый уголь (преимущественно ирбейский, в небольшом количестве — ирша-бородинский). Для растопки применяется топочный мазут.

## Экологическое воздействие
ТЭЦ-6 является третьим по величине выбросов загрязняющих веществ в атмосферу промышленным предприятием Братска, обеспечивая 17 % всех выбросов от промышленных предприятий города.

## Интересные факты
- Изначально станция планировалась как ТЭС-1 для обеспечения нужд БЛПК. Позднее на БЛПК были построены ТЭС-2 и ТЭС-3, но т.к. станция по окончании строительства была выделена в отдельную структуру, на БЛПК никогда не было ТЭС-1.
- Высота построенной в 1970 году дымовой трубы составляет 195 метров, на тот момент это было самое высокое сооружение в Иркутской области[6].